# Campionati del mondo di corsa campestre 2011
Il XXXIX Campionato mondiale di corsa campestre si è disputato ad Punta Umbría, in Spagna, il 20 marzo 2010 al Polideportivo Antonio Gil Hernández. Vi hanno preso parte 423 atleti in rappresentanza di 51 nazioni. Il titolo maschile è stato vinto da Imane Merga mentre quello femminile da Vivian Cheruiyot.

## Nazioni partecipanti
Qui sotto sono elencate le nazioni che hanno partecipato a questi campionati (tra parentesi il numero degli atleti per ciascuna nazione):
- Algeria (16)
- Angola (1)
- Argentina (2)
- Australia (15)
- Bahrein (13)
- Belgio (1)
- Bielorussia (2)
- Botswana (4)
- Brasile (12)
- Bulgaria (2)
- Canada (18)
- Capo Verde (1)
- Isole Cayman (1)
- Cina (3)
- Danimarca (1)
- Emirati Arabi Uniti (2)
- Eritrea (20)

- Etiopia (24)
- Francia (9)
- Germania (1)
- Giappone (22)
- Giordania (2)
- Gran Bretagna (24)
- Guinea Equatoriale (1)
- Irlanda (3)
- Israele (1)
- Italia (11)
- Kenya (24)
- Lesotho (2)
- Marocco (22)
- Messico (3)
- Norvegia (5)
- Nuova Zelanda (6)
- Perù (5)

- Polonia (2)
- Portogallo (14)
- Romania (1)
- Ruanda (4)
- Russia (6)
- Seychelles (3)
- Serbia (1)
- Spagna (24)
- Stati Uniti (24)
- Sudafrica (23)
- Sudan (4)
- Svizzera (2)
- Tagikistan (1)
- Tunisia (14)
- Uganda (19)
- Venezuela (1)
- Zimbabwe (1)

## Programma
| Data     | Ora   | Gara                     |
| -------- | ----- | ------------------------ |
| 20 marzo | 11:30 | Corsa under 20 femminile |
| 20 marzo | 12:00 | Corsa under 20 maschile  |
| 20 marzo | 12:45 | Corsa seniores femminile |
| 20 marzo | 13:40 | Corsa seniores maschile  |

## Risultati

### Individuale (uomini seniores)
| Pos. | Atleta                | Nazione | Tempo (m's") |
| ---- | --------------------- | ------- | ------------ |
|      | Imane Merga           | Etiopia | 33'50"       |
|      | Paul Kipngetich Tanui | Kenya   | 33'52"       |
|      | Vincent Chepkok       | Kenya   | 33'53"       |
| 4º   | Mathew Kisorio        | Kenya   | 33'55"       |
| 5º   | Geoffrey Mutai        | Kenya   | 34'03"       |
| 6º   | Stephen Kiprotich     | Uganda  | 34'07"       |
| 7º   | Philemon Limo         | Kenya   | 34'21"       |
| 8º   | Hunegnaw Mesfin       | Etiopia | 34'25"       |
| 9º   | Ali Hasan Mahboob     | Bahrein | 34'30"       |
| 10º  | Hosea Macharinyang    | Kenya   | 34'30"       |
| 11º  | Moses Ndiema Kipsiro  | Uganda  | 34'31"       |
| 12º  | Dino Sefir            | Etiopia | 34'35"       |

### Squadre (uomini seniores)
| Pos. | Atleta                                                                    | Punti |
| ---- | ------------------------------------------------------------------------- | ----- |
|      | Kenya Paul Kipngetich Tanui Vincent Chepkok Mathew Kisorio Geoffrey Mutai | 14    |
|      | Etiopia Imane Merga Hunegnaw Mesfin Dino Sefir Feyisa Lilesa              | 38    |
|      | Uganda Stephen Kiprotich Moses Ndiema Kipsiro Geofrey Kusuro Dickson Huru | 49    |
| 4º   | Eritrea                                                                   | 95    |
| 5º   | Sudafrica                                                                 | 113   |
| 6º   | Bahrein                                                                   | 130   |
| 7º   | Algeria                                                                   | 150   |
| 8º   | Spagna                                                                    | 150   |

### Individuale (uomini under 20)
| Pos. | Atleta                 | Nazione | Tempo (m's") |
| ---- | ---------------------- | ------- | ------------ |
|      | Geoffrey Kamworor      | Kenya   | 22'21"       |
|      | Thomas Ayeko           | Uganda  | 22'27"       |
|      | Patrick Mutunga Mwikya | Kenya   | 22'32"       |
| 4º   | Bonsa Dida             | Etiopia | 22'39"       |
| 5º   | Fikadu Haftu           | Etiopia | 22'43"       |
| 6º   | James Rungaru          | Kenya   | 22'43"       |
| 7º   | Muktar Edris           | Etiopia | 22'44"       |
| 8º   | Yitayal Atnafu         | Etiopia | 22'53"       |
| 9º   | Jacob Araptany         | Uganda  | 23'03"       |
| 10º  | Isiah Koech            | Kenya   | 23'10"       |
| 11º  | Tesfaye Cheru          | Etiopia | 23'16"       |
| 12º  | Samson Gebreyohannes   | Eritrea | 23'18"       |

### Squadre (uomini under 20)
| Pos. | Atleta                                                                   | Punti |
| ---- | ------------------------------------------------------------------------ | ----- |
|      | Kenya Geoffrey Kamworor Patrick Mutunga Mwikya James Rungaru Isiah Koech | 20    |
|      | Etiopia Bonsa Dida Fikadu Haftu Muktar Edris Yitayal Atnafu              | 24    |
|      | Uganda Thomas Ayeko Jacob Araptany Peter Kibet Phillip Kipyego           | 50    |
| 4º   | Eritrea                                                                  | 65    |
| 5º   | Marocco                                                                  | 106   |
| 6º   | Sudafrica                                                                | 123   |
| 7º   | Giappone                                                                 | 148   |
| 8º   | Stati Uniti                                                              | 153   |

### Individuale (donne seniores)
| Pos. | Atleta                    | Nazione     | Tempo (m's") |
| ---- | ------------------------- | ----------- | ------------ |
|      | Vivian Cheruiyot          | Kenya       | 24'58"       |
|      | Linet Masai               | Kenya       | 25'07"       |
|      | Shalane Flanagan          | Stati Uniti | 25'10"       |
| 4ª   | Meselech Melkamu          | Etiopia     | 25'18"       |
| 5ª   | Priscah Jepleting Cherono | Kenya       | 25'20"       |
| 6ª   | Wude Ayalew               | Etiopia     | 25'21"       |
| 7ª   | Pauline Korikwiang        | Kenya       | 25'26"       |
| 8ª   | Lineth Chepkurui          | Kenya       | 25'28"       |
| 9ª   | Genzebe Dibaba            | Etiopia     | 25'36"       |
| 10ª  | Belaynesh Oljira          | Etiopia     | 25'40"       |
| 11ª  | Hiwot Ayalew              | Etiopia     | 25'42"       |
| 12ª  | Shitaye Eshete            | Bahrein     | 25'53"       |

### Squadre (donne seniores)
| Pos. | Atleta                                                                          | Punti |
| ---- | ------------------------------------------------------------------------------- | ----- |
|      | Kenya Vivian Cheruiyot Linet Masai Priscah Jepleting Cherono Pauline Korikwiang | 15    |
|      | Etiopia Meselech Melkamu Wude Ayalew Genzebe Dibaba Belaynesh Oljira            | 29    |
|      | Stati Uniti Shalane Flanagan Molly Huddle Magdalena Lewy-Boulet Blake Russell   | 57    |
| 4ª   | Bahrein                                                                         | 87    |
| 5ª   | Regno Unito                                                                     | 118   |
| 6ª   | Uganda                                                                          | 148   |
| 7ª   | Giappone                                                                        | 160   |
| 8ª   | Spagna                                                                          | 180   |

### Individuale (donne under 20)
| Pos. | Atleta                     | Nazione  | Tempo (m's") |
| ---- | -------------------------- | -------- | ------------ |
|      | Faith Chepngetich Kipyegon | Kenya    | 18'53"       |
|      | Genet Yalew                | Etiopia  | 18'54"       |
|      | Azemra Gebru               | Etiopia  | 18'54"       |
| 4ª   | Waganesh Mekasha           | Etiopia  | 18'59"       |
| 5ª   | Janeth Kisa                | Kenya    | 19'08"       |
| 6ª   | Nancy Chepkwemoi           | Kenya    | 19'20"       |
| 7ª   | Purity Cherotich Rionoripo | Kenya    | 19'24"       |
| 8ª   | Emebet Anteneh             | Etiopia  | 19'29"       |
| 9ª   | Brillian Jepkorir Kipkoech | Kenya    | 19'33"       |
| 10ª  | Buze Diriba                | Etiopia  | 19'34"       |
| 11ª  | Alem Mokonnin              | Etiopia  | 19'39"       |
| 12ª  | Katsuki Suga               | Giappone | 19'49"       |

### Squadre (donne under 20)
| Pos. | Atleta                                                                                   | Punti |
| ---- | ---------------------------------------------------------------------------------------- | ----- |
|      | Etiopia Genet Yalew Azemra Gebru Waganesh Mekasha Emebet Anteneh Mengistu                | 17    |
|      | Kenya Faith Chepngetich Kipyegon Janeth Kisa Nancy Chepkwemoi Purity Cherotich Rionoripo | 19    |
|      | Giappone Katsuki Suga Tomoka Kimura Yuriko Kosaki Risa Yokoe                             | 75    |
| 4ª   | Eritrea                                                                                  | 89    |
| 5ª   | Regno Unito                                                                              | 106   |
| 6ª   | Uganda                                                                                   | 110   |
| 7ª   | Stati Uniti                                                                              | 144   |
| 8ª   | Marocco                                                                                  | 146   |

## Medagliere
Legenda
     Paese ospitante
| Posizione | Paese       | Oro | Argento | Bronzo | Totale |
| --------- | ----------- | --- | ------- | ------ | ------ |
| 1         | Kenya       | 6   | 3       | 2      | 11     |
| 2         | Etiopia     | 2   | 4       | 1      | 7      |
| 3         | Uganda      | 0   | 1       | 2      | 3      |
| 4         | Stati Uniti | 0   | 0       | 2      | 2      |
| 5         | Giappone    | 0   | 0       | 1      | 1      |
| Totale    | Totale      | 8   | 8       | 8      | 24     |